# Actinoposthia longa
Actinoposthia longa är en plattmaskart som beskrevs av Faubel 1976. Actinoposthia longa ingår i släktet Actinoposthia och familjen Actinoposthiidae. Inga underarter finns listade i Catalogue of Life.